# Lillestrøm Sportsklubb 2010
Questa voce raccoglie le informazioni riguardanti il Lillestrøm Sportsklubb nelle competizioni ufficiali della stagione 2010.

## Stagione
Il Lillestrøm chiuse la stagione in una tranquilla posizione di metà classifica. L'avventura in Coppa di Norvegia terminò al terzo turno della competizione.

## Maglie e sponsor
Lo sponsor tecnico del club per la stagione 2010 fu la Legea. La divisa casalinga fu gialla, con maniche e calzoncini neri. Quella da trasferta fu completamente bordeaux.
| Casa | Trasferta |

## Rosa
| N. |                     | Ruolo | Calciatore                 |
| -- | ------------------- | ----- | -------------------------- |
| 1  | Norvegia (bandiera) | P     | Andreas Fjeldstad          |
| 1  | Norvegia (bandiera) | P     | Rino Lund Johnsen          |
| 2  | Norvegia (bandiera) | D     | Steinar Pedersen           |
| 3  | Norvegia (bandiera) | D     | Lars-Kristian Eriksen      |
| 4  | Norvegia (bandiera) | D     | Mads Dahm                  |
| 5  | Norvegia (bandiera) | D     | Tom Sadeh                  |
| 5  | Canada (bandiera)   | C     | Tam Nsaliwa                |
| 7  | Norvegia (bandiera) | C     | Espen Søgård               |
| 8  | Islanda (bandiera)  | A     | Björn Bergmann Sigurðarson |
| 9  | Nigeria (bandiera)  | A     | Anthony Ujah               |
| 10 | Nigeria (bandiera)  | C     | Nosa Igiebor               |
| 11 | Norvegia (bandiera) | C     | Erling Knudtzon            |
| 12 | Islanda (bandiera)  | P     | Stefán Logi Magnússon      |
| 13 | Norvegia (bandiera) | D     | Frode Kippe                |
| 14 | Nigeria (bandiera)  | C     | Edwin Eziyodawe            |

| N. |                     | Ruolo | Calciatore           |
| -- | ------------------- | ----- | -------------------- |
| 15 | Norvegia (bandiera) | D     | Marius Johnsen       |
| 16 | Norvegia (bandiera) | C     | Ohi Omoijuanfo       |
| 16 | Norvegia (bandiera) | D     | Steffen Hjelmtvedt   |
| 17 | Norvegia (bandiera) | A     | Tarik Elyounoussi    |
| 18 | Norvegia (bandiera) | A     | Arild Sundgot        |
| 19 | Norvegia (bandiera) | A     | Fredrik Gulbrandsen  |
| 20 | Norvegia (bandiera) | D     | Stian Ringstad       |
| 21 | Tunisia (bandiera)  | D     | Karim Essediri       |
| 22 | Norvegia (bandiera) | D     | Kristoffer Tokstad   |
| 23 | Norvegia (bandiera) | D     | Pål Steffen Andresen |
| 25 | Tunisia (bandiera)  | C     | Khaled Mouelhi       |
| 26 | Norvegia (bandiera) | C     | Mathis Bolly         |
| 28 | Norvegia (bandiera) | D     | Ruben Gabrielsen     |
| 29 | Norvegia (bandiera) | P     | André Hansen         |
| 30 | Canada (bandiera)   | A     | Olivier Occéan       |

## Risultati

### Tippeligaen

#### Girone di andata
| Arbitro: | Moen (Haugesund) |

|                                   |           |  |
| Arnefjord 14’ Aarøy 48’ Silva 90’ | Marcatori |  |

| Arbitro: | Hauge (Bergen) |

|                     |           |  |
| Sundgot 7’ Ujah 13’ | Marcatori |  |

| Arbitro: | Berntsen (Vang) |

|                                                                 |           |  |
| Kippe 7’, 37’ Ujah 15’ Pedersen 23’ Elyounoussi 49’ Sundgot 57’ | Marcatori |  |

| Stavanger 5 aprile 2010, ore 18:00 4ª giornata | Viking               | 0 – 0 referto | Lillestrøm | Viking Stadion (12.463 spett.)\| Arbitro: \| Skjerven (Kaupanger) \| |
| Arbitro:                                       | Skjerven (Kaupanger) |               |            |                                                                      |

| Lillestrøm 10 aprile 2010, ore 17:00 5ª giornata | Lillestrøm       | 0 – 0 referto | Stabæk | Åråsen Stadion (7.232 spett.)\| Arbitro: \| Moen (Haugesund) \| |
| Arbitro:                                         | Moen (Haugesund) |               |        |                                                                 |

| Kongsvinger 14 aprile 2010, ore 19:00 6ª giornata | Kongsvinger   | 0 – 0 referto | Lillestrøm | Gjemselund Stadion (4.017 spett.)\| Arbitro: \| Øvrebø (Oslo) \| |
| Arbitro:                                          | Øvrebø (Oslo) |               |            |                                                                  |

| Arbitro: | Hafsås |

|                    |           |             |
| Nsaliwa 50’ (rig.) | Marcatori | 13’ Pozniak |

| Trondheim 25 aprile 2010, ore 20:00 8ª giornata | Rosenborg     | 0 – 0 referto | Lillestrøm | Lerkendal Stadion (17.104 spett.)\| Arbitro: \| Øvrebø (Oslo) \| |
| Arbitro:                                        | Øvrebø (Oslo) |               |            |                                                                  |

| Arbitro: | Hagen (Grue) |

|                                                         |           |  |
| Pedersen 20’ Sigurðarson 61’ Elyounoussi 83’ Occean 90’ | Marcatori |  |

| Arbitro: | Moen (Haugesund) |

|                            |           |                                  |
| Mathisen 6’ Stokkelien 19’ | Marcatori | 59’, 81’ Sundgot 71’ Sigurðarson |

| Arbitro: | Hauge (Bergen) |

|                                          |           |                    |
| Pedersen 12’ Igiebor 19’ Sigurðarson 71’ | Marcatori | 80’ (aut.) Eriksen |

| Arbitro: | Skjerven (Kaupanger) |

|          |           |             |
| Moen 90’ | Marcatori | 50’ Igiebor |

| Arbitro: | Sandmoen |

|                                    |           |                              |
| Elyounoussi 43’ Mouelhi 60’ (rig.) | Marcatori | 17’ Kovács 30’ (rig.) Fevang |

| Arbitro: | Moen (Haugesund) |

|                             |           |                                    |
| Fall 15’, 70’ Skjølsvik 56’ | Marcatori | 90’ Kippe 90’ Elyounoussi 90’ Ujah |

| Arbitro: | Moen (Bergen) |

|          |           |                                           |
| Ujah 90’ | Marcatori | 57’, 61’ Moh. Abdellaoue 60’, 76’ Shelton |

#### Girone di ritorno
| Arbitro: | Skjerven (Kaupanger) |

|          |           |                       |
| Ujah 33’ | Marcatori | 29’ Lustig 90’ Dorsin |

| Tromsø 19 luglio 2010, ore 19:00 17ª giornata | Tromsø         | 0 – 0 referto | Lillestrøm | Alfheim Stadion (4.394 spett.)\| Arbitro: \| Hauge (Bergen) \| |
| Arbitro:                                      | Hauge (Bergen) |               |            |                                                                |

| Arbitro: | Johnsen |

|                                              |           |                    |
| Obiefule 33’ (rig.) Angan 45’ Steffensen 62’ | Marcatori | 45’ Kippe 53’ Ujah |

| Arbitro: | Øvrebø (Oslo) |

|                          |           |                          |
| Sigurðarson 66’ Ujah 84’ | Marcatori | 50’ Güven 59’ Johannesen |

| Arbitro: | Hauge (Bergen) |

|                  |           |             |
| Bentley 54’, 58’ | Marcatori | 47’ Sundgot |

| Arbitro: | Olsen (Kristiansand) |

|               |           |  |
| Eziyodawe 63’ | Marcatori |  |

| Arbitro: | Helgerud (Lier) |

|                           |           |          |
| Farnerud 12’ Diskerud 44’ | Marcatori | 56’ Ujah |

| Arbitro: | Sandmoen |

|                                       |           |                         |
| Kippe 32’ Mouelhi 45’ (rig.) Ujah 56’ | Marcatori | 5’ Vikstøl 40’ Børufsen |

| Arbitro: | Edvartsen (Hamar) |

|                              |           |                                   |
| Đurđić 45’, 47’ Tronseth 73’ | Marcatori | 38’ Sundgot 54’ Mouelhi 64’ Kippe |

| Arbitro: | Staberg |

|          |           |          |
| Ujah 52’ | Marcatori | 87’ Fall |

| Arbitro: | Berntsen (Vang) |

|  |           |           |
|  | Marcatori | 30’ Bolly |

| Arbitro: | Helgerud (Lier) |

|                                        |           |                        |
| Korcsmár 31’ (aut.) Ujah 37’ Kippe 40’ | Marcatori | 60’ Moen 69’ Huseklepp |

| Arbitro: | Moen (Haugesund) |

|                          |           |              |
| Shelton 13’ Sæternes 90’ | Marcatori | 82’ Essediri |

| Arbitro: | Edvartsen (Hamar) |

|             |           |             |
| Sundgot 81’ | Marcatori | 40’ Berisha |

| Arbitro: | Berntsen (Vang) |

|                                                           |           |                                   |
| Berget 12’, 19’ Kamara 53’ Vilsvik 66’ (rig.) Rnkovic 70’ | Marcatori | 22’ Omoijuanfo 38’, 78’, 87’ Ujah |

### Coppa di Norvegia
| Arbitro: | Hauglund |

|  |           |                                                                |
|  | Marcatori | 18’ (aut.) Westad 36’ Occean 78’ Essediri 85’ Ujah 90’ Tokstad |

| Arbitro: | Gjermshus |

|              |           |                                                             |
| Johansen 65’ | Marcatori | 19’ Elyounoussi 21’, 42’ Sundgot 34’, 86’ Ujah 50’ Pedersen |

| Ski 9 giugno 2010, ore 18:00 Terzo turno                                                              | Follo     | 4 – 2 referto               | Lillestrøm | Ski Stadion |
| \| \| \| \| \| Tveter 26’, 39’ Markegård 30’ Bwamy 67’ \| Marcatori \| 84’ Igiebor 84’ Elyounoussi \| |           |                             |            |             |
| |           |                             |            |             |
| Tveter 26’, 39’ Markegård 30’ Bwamy 67’                                                               | Marcatori | 84’ Igiebor 84’ Elyounoussi |            |             |

## Statistiche

### Statistiche di squadra
| Competizione      | Punti | In casa | In casa | In casa | In casa | In casa | In casa | In trasferta | In trasferta | In trasferta | In trasferta | In trasferta | In trasferta | Totale | Totale | Totale | Totale | Totale | Totale | DR  |
| Competizione      | Punti | G       | V       | N       | P       | Gf      | Gs      | G            | V            | N            | P            | Gf           | Gs           | G      | V      | N      | P      | Gf     | Gs     | DR  |
| ----------------- | ----- | ------- | ------- | ------- | ------- | ------- | ------- | ------------ | ------------ | ------------ | ------------ | ------------ | ------------ | ------ | ------ | ------ | ------ | ------ | ------ | --- |
| Tippeligaen       | 40    | 15      | 7       | 6       | 2       | 31      | 18      | 15           | 2            | 7            | 6            | 20           | 26           | 30     | 9      | 13     | 8      | 51     | 44     | +7  |
| Coppa di Norvegia | -     | 0       | 0       | 0       | 0       | 0       | 0       | 3            | 2            | 0            | 1            | 13           | 5            | 3      | 2      | 0      | 1      | 13     | 5      | +8  |
| Totale            | -     | 15      | 7       | 6       | 2       | 31      | 18      | 18           | 4            | 7            | 7            | 33           | 31           | 33     | 11     | 13     | 9      | 64     | 49     | +15 |

### Statistiche giocatori
| -           |
| P. Andresen |
| 1           |
| 0           |
| 0           |
| 0           |
| 0           |
| 0           |
| 0           |
| 0           |
| 1           |
| 0           |
| 0           |
| 0           |
| -           |
| M. Bolly    |
| 8           |
| 1           |
| 0           |